# Ciudad de Murcia
Ciudad de Murcia war ein spanischer Fußballverein aus der Stadt Murcia. Der 1999 gegründete Klub wurde im Sommer 2007 nach Granada übersiedelt, da der FC Granada 74 den Platz des Segunda-División-Clubs einnahm.

## Geschichte
Im Sommer 1999 wurde Ciudad de Murcia von Quique Pina, einem ehemaligen Spieler des größten Clubs der Stadt, Real Murcia gegründet. Dank einflussreicher Freunde und guten Geschäftspartnern gelang es den Club schnell in den Profifußball zu führen. Bereits 2000/01 gelang der Aufstieg in die Segunda División B, welche die 3. spanische Liga ist. Nur zwei Jahre später, in der Saison 2003/04 gelang für Ciudad de Murcia erstmals der Sprung in die Segunda División.
Die ersten beiden Spielzeiten schloss Ciudad jeweils auf Platz 18 ab und konnte somit nur knapp den Abstieg in die Drittklassigkeit vermeiden. Doch bereits im dritten Jahr wurde man Vierter. Erst am letzten Spieltag mussten sich die Murcianer im Fernduell dem späteren Aufsteiger UD Levante geschlagen geben. Die Saison 2006/07 beendete man ebenfalls auf dem vierten Tabellenplatz, jedoch mit deutlichem Abstand zum Stadtrivalen Real Murcia, der stattdessen aufstieg.
Im Juni 2007 wurde bekannt gegeben, dass ein Investor aus Granada den Verein übernommen habe. Er siedelte ihn schließlich unter dem Namen FC Granada 74 nach Granada über. Dieser Fall ist mit dem des englischen Vereins FC Wimbledon vergleichbar, der heute Milton Keynes Dons heißt. Alle Spieler, die bei Ciudad unter Vertrag standen, bekamen die Möglichkeit, dem neuen Klub beizutreten oder den Verein ablösefrei zu wechseln.
Im Gegensatz zur ersten Mannschaft löste sich das B-Team vom neuen Investor und wurde als erste Mannschaft in der Tercera División als CA Ciudad de Lorqui neugegründet. Dieser Verein stieg 2008 in die Segunda División B auf und wurde in FC Atlético Ciudad umbenannt. Seit dem Abstieg des FC Granada 74 in die Tercera División am Ende der Spielzeit 2008/09 spielt die ehemalige zweite Mannschaft somit eine Spielklasse höher als das Investorenteam.

## Stadion
Ciudad de Murcia spielte im Stadion La Condomina, welches eine Kapazität von 16.800 Zuschauern hat. Das Stadion wurde am 25. Dezember 1924 eingeweiht. Da der größte Club der Stadt Real Murcia in ein neues Stadion, das Estadio Nueva Condomina, zog und Ciudad dieses nicht mehr benutzen kann, wurde beschlossen, das Stadion abzureißen und durch ein Sportzentrum zu ersetzen.

## Trikot
- Heimtrikot: Rot-Schwarzes Trikot, Schwarze Hose, Rote Stutzen
- Alternativ: Schwarz-Gelbes Trikot, Schwarze Hose, Schwarze Stutzen

## Spielzeiten
- 2003/04: Segunda División – 18. Platz
- 2004/05: Segunda División – 18. Platz
- 2005/06: Segunda División – 4. Platz
- 2006/07: Segunda División – 4. Platz

## Clubdaten
- Spielzeiten Liga 1: 0
- Spielzeiten Liga 2: 4
- Spielzeiten Liga 2B: 2
- Spielzeiten Liga 3: 1
- Beste Position: 4. Platz (2A: 2005/06)
- Schlechteste Position: 18. Platz (2A: 2004/05)

## Erfolge
- Aufstieg in Segunda División: 2002/03
- Aufstieg in Segunda División B: 2000/01

## Bekannte ehemalige Spieler
- João Pinto
- Henok Goitom
- Daniel Güiza
- Héctor Font

## Bekannte ehemalige Trainer
- José Luis Oltra